# Ожулване и лацерация на маточната шийка
Ожулване и лацерация на маточната шийка или ерозио и ектропион на маточната шийка, е гинекологично състояние, при което сквамозни клетки, които покрива вътрешната повърхност на шийката на матката се заменят с кубични клетки от вътрешността на цервикалния канал.
Ерозио и ектропион на шийката на матката – при този процес се наблюдава преминаване към плоскоклетъчен метаплазия и трансформация в стратифициран плоскоклетъчен епител. Въпреки че състоянието не е аномалия представлява неразличимо от ранен стадий на рак на маточната шийка; Следователно, допълнителни диагностични изследвания като цитонамазка или биопсия трябва да се използват в случаите на диференциална диагноза.

## Описание
Обилен слузест флуор (цервикален флуор). Под влияние на влагалищната флора и особено при влагалищна инфекция, цилиндричният епител лесно се възпалява и реагира с обилна хиперсекреция. Възможни са и контактни кръвоизливи (кръвотечение свързано с полово сношение, преглед, дефекация). Понякога това е придружено с абнормна менструален цикъл или вагинално течение. Могат да се получат от продължителна хиперсекреция, вагинален флуор, механични въздействия, възпаления.
При простата ерозия (псевдоерозията) причините могат да са хормонални нарушения, промяна в рН на влагалище, обилен флуор или механични травми. Ерозията изглежда като тъканен дефект на епитела, като прояден, силно зачервен, с гладка повърхност и резки граници. Не дава външни клинични признаци и се открива при преглед.
При папиларната ерозия, пак в областта на външния отвор на канала на маточната шийка, се вижда язвен дефект с неправилна форма, който е покрит със структури като малки зрънца, които могат да образуват зърнести хълмчета. На техен фон се образуват и едни специфични кистички, наречени овули на Набот, те са резултат от промяна в каналите на жлезите. Клинично – жената няма никакви оплаквания; откриват се на преглед. Поведението включва: ваготил, електрокаутер, криокоагулация, обработване с лазер. В краен случай, ако няма успех лечението се прави конизация на шийката.

## Патогенеза
Много хора с цервикална ерозия не изпитват симптоми и те да научат за състоянието по време на рутинен преглед на таза. Ерозио почти няма раждания без леки ожулвания, които остават незабелязани, не дават клинични признаци и оздравяват през следродилния период. Етропион касае се за родова травма на маточната шийка. Среща се често след форцепс, вакуум екстракция, мануална екстракция, дигитална дилатация на маточната шийка. Основни потенциални причини за състоянието на шийката на матката ерозия: бременност, излагане на химикали, травми и инфекции.

## Диагноза
Диагноза се поставя при преглед със спекулум. Допълнителни изследвания – колпоскопия, цитологично изследване за изключване на преканцерозни изменения в областта на ектропиона.

## Лечение
На лечение подлежат големите лацерации, усложнени с възпалителни изменения. Използва се диатермокоагулацията, лазерната терапия, хирургично лечение – пластика на маточната шийка.